# Paul Aron (coureur)
Paul Aron (Tallinn, 4 februari 2004) is een Estisch autocoureur. Hij is de broer van Ralf Aron, teammanager en eveneens autocoureur. Tussen 2019 en 2023 was hij onderdeel van het Mercedes Junior Team, het opleidingsprogramma van het Formule 1-team van Mercedes. Vanaf 2025 is hij de reservecoureur van het Formule 1-team van Alpine.

## Carrière

### Karting
Aron begon zijn autosportcarrière op 8-jarige leeftijd in het karting in zijn thuisland Estland. Gedurende zijn loopbaan in de karts reed hij in veel Europese kampioenschappen, die voornamelijk in Italië plaatsvonden. In 2018 won hij het CIK-FIA Karting European Championship.

### Formule 4
In 2019 stapte Aron over naar het formuleracing en kwam hij voor het Prema Powerteam uit in zowel het ADAC als het Italiaanse Formule 4-kampioenschap. In het ADAC-kampioenschap won hij twee races op de Red Bull Ring en het Circuit Zandvoort, waardoor hij met 129 punten zevende werd in het klassement. In het Italiaanse kampioenschap won hij eveneens twee races op de Red Bull Ring en het Circuit Mugello en behaalde hij zeven andere podiumplaatsen. Met 226 punten werd hij achter Dennis Hauger en Gianluca Petecof derde in de eindstand. Halverwege het seizoen werd hij ook opgenomen in het Mercedes Junior Team, het opleidingsprogramma van het Formule 1-team van Mercedes.

### Formule Renault Eurocup
In 2020 maakte Aron de overstap naar de Eurocup Formule Renault 2.0, waar hij tekende bij het team ART Grand Prix. Hij behaalde een podiumplaats op de Nürburgring en werd zodoende met 54 punten elfde in het kampioenschap.

### Formula Regional
In 2021 werd de Eurocup vervangen door het Formula Regional European Championship, waarin Aron overstapte naar het Prema Powerteam. Hij stond viermaal op het podium op het Autodromo Internazionale Enzo e Dino Ferrari, het Circuit de Barcelona-Catalunya, het Circuit de Monaco en de Red Bull Ring, voordat hij zijn eerste twee overwinningen behaalde op het Circuit Mugello. Vervolgens stond hij ook op het Autodromo Nazionale Monza op het podium. Met 197 punten werd hij achter Grégoire Saucy en Hadrien David derde in het klassement.
In 2022 begon Aron het seizoen in het Formula Regional Asian Championship, waar hij voor Abu Dhabi Racing by Prema reed. Hij behaalde drie podiumplaatsen, twee op het Dubai Autodrome en een op het Yas Marina Circuit, en werd zo met 80 punten achtste in de eindstand. Vervolgens keerde hij terug naar het Formula Regional European Championship en zette zijn samenwerking met Prema voort. Hij won zes races: twee op Zandvoort en een op zowel Monza, het Circuit Paul Ricard, Barcelona en Mugello. Daarnaast behaalde hij in drie andere races een podiumfinish. Met 241 punten werd hij opnieuw derde in het klassement, ditmaal achter Dino Beganovic en Gabriele Minì.

### Formule 3
In 2023 debuteerde Aron in het FIA Formule 3-kampioenschap bij Prema. Hij behaalde een podiumfinish op de Red Bull Ring en eindigde ook op het Albert Park Street Circuit, het Circuit de Monaco en het Circuit de Spa-Francorchamps op het podium. Met 112 punten werd hij achter Gabriel Bortoleto en Zak O'Sullivan derde in het eindklassement.

### Formule 2
Aan het eind van 2023 maakte Aron zijn Formule 2-debuut bij Trident in het laatste raceweekend op Yas Marina, waar hij de vertrokken Clément Novalak verving. Hij eindigde de races als zestiende en achttiende.
In 2024 reed Aron zijn eerste volledige seizoen in de Formule 2 bij het team Hitech Pulse-Eight. Wel verliet hij het Mercedes Junior Team. Hij startte het jaar sterk met zeven podiumplaatsen uit de eerste zeven raceweekenden, waardoor hij aan de leiding van het kampioenschap ging. In de daaropvolgende vier raceweekenden eindigde hij slechts eenmaal in de top 10 en verloor hij een podiumplaats in de laatste ronde op Spa-Francorchamps nadat zijn motor het begaf. Tegen het eind van het jaar behaalde hij zijn eerste overwinning op het Losail International Circuit. Met 163 punten werd hij achter Gabriel Bortoleto en Isack Hadjar derde in de eindstand.

### Formule E
In het seizoen 2023-2024 maakt Aron zijn Formule E-debuut bij Envision Racing tijdens de ePrix van Berlijn als vervanger van Robin Frijns en Sébastien Buemi, die dat weekend in het FIA World Endurance Championship aan de 6 uur van Spa-Francorchamps deelnamen.

### Formule 1
In november 2024 werd bekend dat Aron in 2025 de officiële reservecoureur van het Formule 1-team van Alpine zou worden. Op 4 juli 2025 reed Aron tijdens de eerste vrije training van de GP van Groot-Brittannië in de Formule 1-wagen van Kick Sauber-Ferrari in plaats van Nico Hülkenberg. Hij reed een tijd van 1:28.142 en werd daarmee zeventiende. Ook tijdens de Grand Prix van Hongarije reed hij in plaats van Hülkenberg. Hij reed een tijd van 1:19.788 en werd daarmee twintigste.